# Kirk Stevens
Pour les articles homonymes, voir Stevens.
Kirk Stevens est un joueur de snooker canadien, professionnel entre 1978 et 1993 né le 17 août 1958 à Toronto.
Sa seule finale dans un tournoi de classement survient en 1985 à l'Open de Grande-Bretagne, finale qu'il perd contre Silvino Francisco. Sur le circuit amateur, Stevens compte six victoires au championnat du Canada en autant de finales disputées.

## Carrière

### Débuts prometteurs (1978-1980)
Stevens obtient sa place sur le circuit professionnel en 1978 et se qualifie pour son premier championnat du monde l'année suivante. Il y est battu par la légende anglaise Fred Davis, au premier tour. 
L'année suivante, Stevens intègre à nouveau le tournoi en étant issu des qualifications, et réussit cette fois à se hisser jusqu'en demi-finale, où il s'incline contre Alex Higgins. Cette année-là est historique pour le snooker canadien puisque deux joueurs du pays sont présents en demi-finale du championnat du monde. C'est d'ailleurs l'un d'entre eux qui remporte le tournoi (Cliff Thorburn). 

### Régularité parmi les meilleurs joueurs du monde (1981-1986)
Stevens intègre le top 10 mondial en 1981 et s'y maintient jusqu'en 1987. Il atteint d'ailleurs son meilleur classement, 4e, à la suite d'une seconde demi-finale au championnat du monde, en 1984. Sur son parcours, il écarte notamment le multiple vainqueur, Ray Reardon, avant d'être battu de peu par le jeune Jimmy White (16-14), qui atteignait à cette occasion la première de ses cinq finales dans ce tournoi. Plus tôt dans la saison, Stevens avait remporté sa seule victoire sur le circuit professionnel, au championnat du Canada, et avait été demi-finaliste au Masters de snooker.  
Sa meilleure saison est sans doute celle de 1984-1985, lors de laquelle il dispute son unique finale d'un tournoi comptant pour le classement, à l'Open de Grande-Bretagne. Au cours du tournoi, Stevens enregistre notamment des victoires contre Denis Taylor et Steve Davis. Favori au titre face au Sud-Africain Silvino Francisco, Stevens ne parvient pas à s'imposer et s'incline sur le score de 12 à 9. Durant cette saison, le Canadien est aussi demi-finaliste du championnat du Royaume-Uni et finaliste du Masters de Nouvelle-Zélande (tournoi non classé). 
En 1986, Stevens est finaliste de deux autres tournois non classés ; le Pot Black et le classique de Belgique. 

### Fin de carrière (1987-1999)
Après une saison 1986-1987 sans résultats notoires, Stevens connait une dégringolade au classement mondial et passe de la 9e à la 21e place. Lors des saisons qui suivent, son classement continue de descendre et il se retrouve même relégué du circuit principal à la fin de la saison 1992-1993. Après quelques années passées sur le circuit amateur, Stevens regagne le grand circuit pour une ultime saison en 1998-1999. Après une saison sans aucune qualification pour un tournoi de classement, le Canadien décide de prendre sa retraite sportive à seulement 41 ans. Sa dernière apparition dans un tournoi remontait au championnat du Royaume-Uni 1992.  

## Palmarès
| Légende | Catégorie                      | Titres                         | Finales                        |
|         | Tournois classés               | 0                              | 1                              |
|         | Tournois non classés           | 1                              | 3                              |
|         | Tournois par équipes           | 1                              | 3                              |
|         | Tournois amateurs              | 6                              | 0                              |
| Gras    | Tournois de la triple couronne | Tournois de la triple couronne | Tournois de la triple couronne |

### Victoires
| Saison    | Nom du tournoi                    | Lieu       | Finaliste       | Score | Tableau |
| 1978      | Championnat du Canada amateur     | Ottawa     | Robert Paquette | 10-6  |         |
| 1982-1983 | Coupe du monde                    | Reading    | Angleterre      | 4-2   |         |
| 1983-1984 | Championnat du Canada             | Toronto    | Frank Jonik     | 9-8   |         |
| 1997      | Championnat du Canada amateur (2) | Saint-Jean | Charlie Brown   | 6-3   |         |
| 1998      | Championnat du Canada amateur (3) | Halifax    | Tom Finstad     | 7-3   |         |
| 2000      | Championnat du Canada amateur (4) | Guelph     | Bob Chaperon    | 6-3   |         |
| 2002      | Championnat du Canada amateur (5) | Saint-Jean | Cliff Thorburn  | 6-1   |         |
| 2008      | Championnat du Canada amateur (6) | Toronto    | Tom Finstad     | 6-2   |         |

### Finales perdues
| Saison    | Nom du tournoi              | Lieu        | Finaliste         | Score | Tableau |
| 1980-1981 | Coupe du monde              | Londres     | Pays de Galles    | 5-8   |         |
| 1984-1985 | Masters de Nouvelle-Zélande | Auckland    | Jimmy White       | 7-9   |         |
| 1984-1985 | Open de Grande-Bretagne     | Derby       | Silvino Francisco | 9-12  | Tableau |
| 1985-1986 | Pot Black                   | Birmingham  | Jimmy White       | 0-2   |         |
| 1985-1986 | Classique de Belgique       | Ostende     | Jimmy White       | 3-5   |         |
| 1985-1986 | Coupe du monde (2)          | Bournemouth | Irlande           | 7-9   |         |
| 1986-1987 | Coupe du monde (3)          | Bournemouth | Irlande           | 2-9   |         |